# Analytisk mekanik
Analytisk mekanik är teori i klassisk mekanik för att beräkna rörelseekvationer för mekaniska system med en eller flera frihetsgrader i generaliserade koordinater.
De rörelseekvationer man får ut är differentialekvationer som med hjälp av begynnelsevärden visar systemets rörelse över tiden.

## Historik
Den analytiska mekaniken började utvecklas under 1700-talet.